# Hemitrygon fluviorum
Hemitrygon fluviorum é uma espécie de arraia da subordem Myliobatoidei e da família Dasyatidae. Endêmica do leste da Austrália, habita geralmente rios de maré com manguezais, estuários e baías rasos no sul de Queensland e em Nova Gales do Sul. De coloração amarelo-acastanhada a verde-oliva, atinge pelo menos 93 cm de largura. Possui um disco de nadadeira peitoral em forma de losango e uma cauda longa, semelhante a um chicote, com dobras de nadadeira dorsal e ventral. Pode ser identificada por suas narinas longas e estreitas e pela fileira de espinhos ao longo da linha média do dorso.
Embora tenha notoriedade por consumir mariscos cultivados, como ostras, sua dieta é composta principalmente de crustáceos e vermes poliquetas. É ovovivípara, com os filhotes em desenvolvimento sustentados até o nascimento por histotrofo ("leite uterino") produzido pela mãe. Outrora comum, esta espécie aparentemente diminuiu em grande parte de sua distribuição, provavelmente devido à destruição de habitat, mortalidade por pesca comercial e desportiva, e perseguição por produtores de mariscos. Como resultado, a IUCN a classifica como espécie quase ameaçada.

## Taxonomia
A primeira menção a esta espécie na literatura científica provavelmente foi um registro do naturalista inglês do século XIX William Saville-Kent [en], que relatou uma arraia "Trygon pastinaca" alimentando-se de ostras em um estuário de Queensland. A espécie foi formalmente descrita pelo ictiólogo australiano James Douglas Ogilby [en] em 1908, no volume da Proceedings of the Royal Society of Queensland, com base em um espécime coletado no rio Brisbane [en]. O epíteto específico fluviorum significa "dos rios" em latim.

## Descrição
Hemitrygon fluviorum possui um disco de nadadeira peitoral em forma de losango, aproximadamente tão largo quanto longo, com margens anteriores suavemente convexas e cantos externos amplamente arredondados. O focinho é largo, triangular e afilado até a ponta. Os olhos pequenos e bem espaçados são seguidos imediatamente pelos espiráculos. Entre as narinas longas e estreitas, há uma "saia" de pele curta e larga com uma margem posterior ligeiramente franjada. A boca pequena, em forma de arco, é cercada por sulcos profundos e contém uma fileira de cinco papilas no assoalho, sendo o par mais externo pequeno e separado dos demais. Os dentes são pequenos e dispostos em superfícies semelhantes a um pavimento. Há cinco pares de fendas branquiais sob o disco. As nadadeiras pélvicas são relativamente grandes.
A cauda mede o dobro do comprimento do disco, sendo larga e achatada na base. Na superfície superior, há pelo menos um, frequentemente dois, espinhos urticantes serrilhados. Após os espinhos, a cauda afina rapidamente, tornando-se semelhante a um chicote, com uma quilha bem desenvolvida acima e uma dobra de nadadeira ventral longa e baixa abaixo. Há áreas amplas de pequenos dentículos dérmicos com coroas achatadas entre os olhos e no meio do dorso, além de uma fileira mediana de espinhos aumentados que se tornam progressivamente mais longos até a base do espinho urticante. Exceto pelos espinhos na base, a cauda é lisa. A coloração dorsal varia de amarelo-acastanhado a verde-oliva, clareando nas margens do disco e escurecendo após o espinho caudal; a parte inferior é branca. A espécie atinge pelo menos 93 cm de largura, possivelmente chegando a 1,2 m. Seu peso máximo registrado é de 6,1 kg.

## Distribuição e habitat

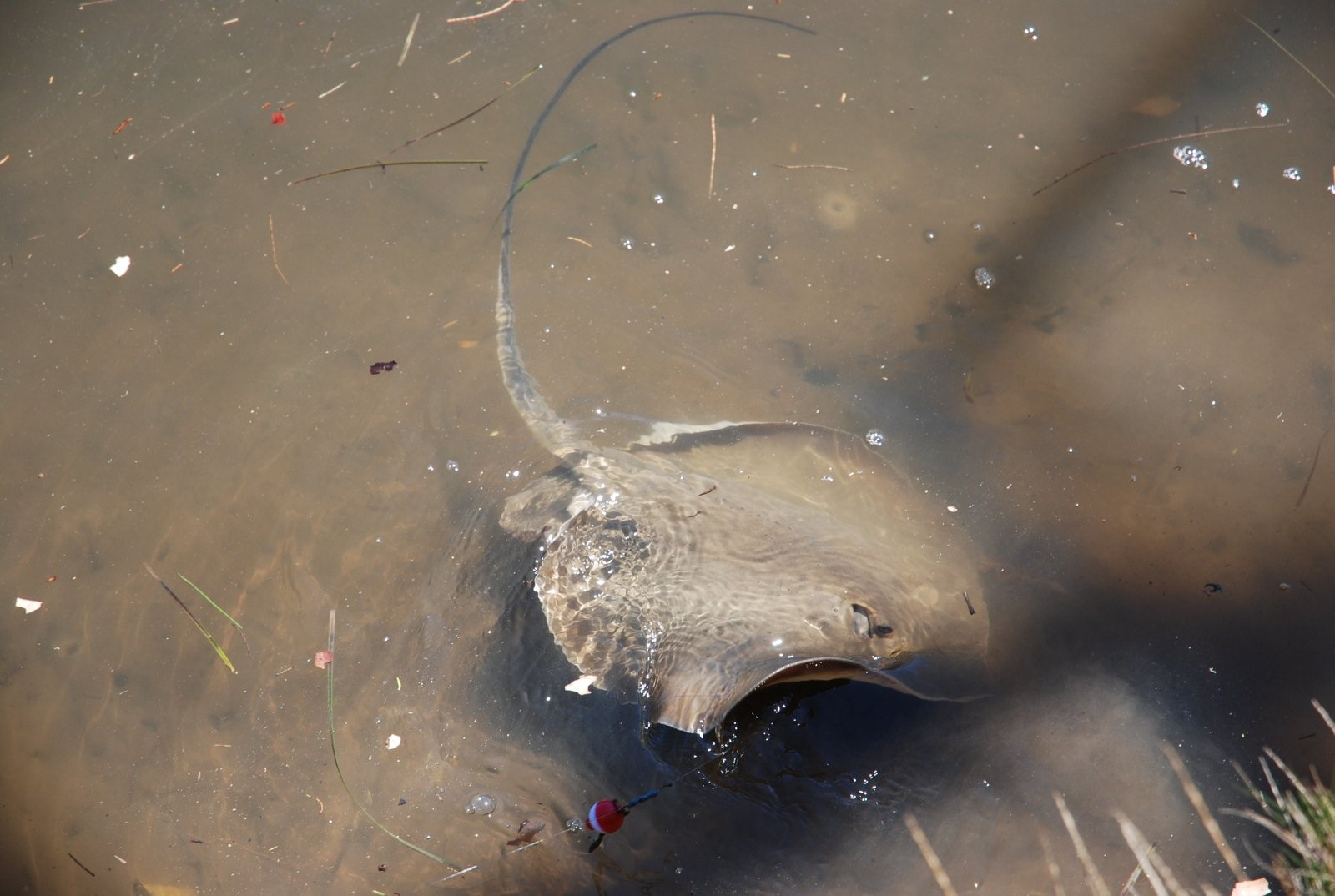
Hemitrygon fluviorum habita águas rasas com sedimentos finos.

A distribuição de Hemitrygon fluviorum abrange cerca de 1.700 km ao longo da costa leste da Austrália, desde Naujaat em Queensland até o rio Hacking [en] em Nova Gales do Sul. É mais comum no sul de Queensland, incluindo baía de Hervey [en] e baía de Moreton [en]. Anteriormente, suspeitava-se que havia desaparecido da baía de Botany e da baía de Sydney na década de 1880, mas observações recentes mostram que isso não ocorreu. Registros da península do Cabo York, Território do Norte, Nova Guiné e Mar da China Meridional provavelmente são identificações errôneas de outras arraias, principalmente Urogymnus dalyensis [en] e Hemitrygon longicauda [en].
Os requisitos de habitat de Hemitrygon fluviorum são bastante específicos, com números significativos encontrados apenas em locais particulares. Ela prefere rios de maré e áreas de planícies entremarés de estuários e baías, com margens de manguezais e fundos arenosos a lamacentos. Raramente é encontrada fora dessas áreas protegidas, embora tenha sido registrada a até 28 m de profundidade em águas costeiras. Habita ambientes marinhos e de água salobra, podendo tolerar água doce, já que foi observada subindo rios além do limite da maré alta. As temperaturas da água em sua distribuição variam de 24 a 29 °C no norte e de 17 a 23 °C no sul. A espécie parece segregar-se por tamanho e sexo.

## Biologia e ecologia

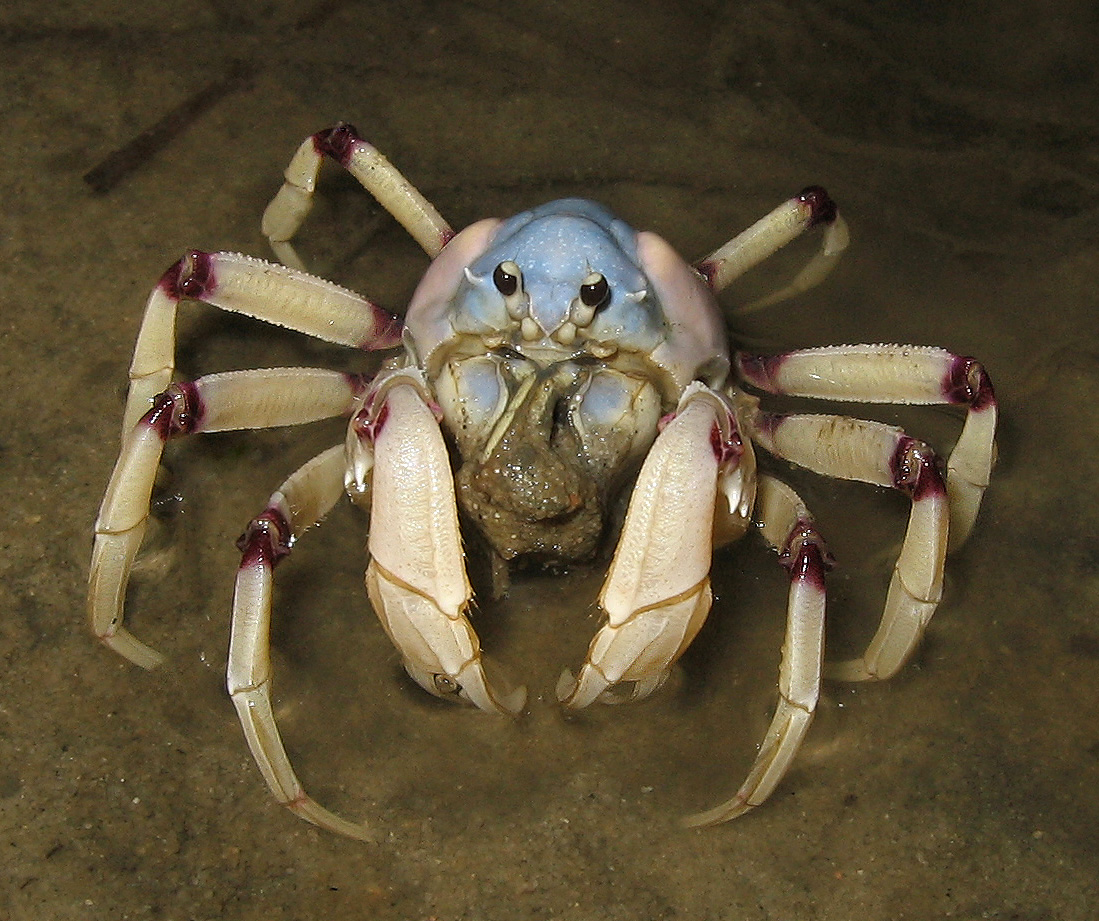
Mictyris longicarpus é uma presa importante de Hemitrygon fluviorum.

Apesar de sua reputação de consumir vorazmente ostras e outros mariscos cultivados, a dieta de Hemitrygon fluviorum consiste principalmente de crustáceos e vermes poliquetas. Na baía de Moreton, uma presa importante é Mictyris longicarpus [en]. Foi observada entrando em lamaçais com a maré alta para se alimentar. Seus parasitas conhecidos incluem a tênia Shirleyrhynchus aetobatidis, o nematódeo Echinocephalus overstreeti e os membros da classe Monogenea Heterocotyle chin, Empruthotrema dasyatidis e Neoentobdella cribbi.
Como outras arraias, Hemitrygon fluviorum é ovovivípara, com os embriões em desenvolvimento inicialmente sustentados pelo vitelo e, posteriormente, por histotrofo ("leite uterino") produzido pela mãe. As fêmeas provavelmente produzem filhotes anualmente. O cortejo, no qual o macho segue a fêmea e morde seu disco, foi observado à noite em águas de aproximadamente 80 cm de profundidade em Hays Inlet de julho a outubro. Os recém-nascidos medem cerca de 11 cm de largura e 35 cm de comprimento. Filhotes foram capturados nos rios Nerang [en] e Macleay [en], e em Hays Inlet; esses ambientes de água doce ou salobra podem servir como berçários. Os machos atingem a maturidade sexual com cerca de 41 cm de largura e 7 anos de idade, enquanto as fêmeas amadurecem com cerca de 63 cm de largura e 13 anos de idade. Essa disparidade no tamanho de maturação entre os sexos está entre as maiores conhecidas para arraias. A expectativa máxima de vida é estimada em 16 anos para machos e 23 anos para fêmeas.

## Interações com seres humanos
Evidências históricas e anedóticas sugerem que Hemitrygon fluviorum, antes abundante, sofreu um declínio significativo em sua distribuição. Embora não seja explorada comercialmente, enfrenta diversas ameaças. É capturada como fauna acompanhante em pescarias comerciais de arrasto e redes de emalhar; a mortalidade por captura acessória é agravada por uma prática na qual o crânio da arraia é perfurado com uma barra de metal ou bastão afiado para movê-la. Também é facilmente capturada, e frequentemente morta, por pescadores desportivos. Pesquisas na baía de Moreton encontraram efeitos relacionados à pesca, como anzóis encravados e caudas mutiladas, em mais de 10% da população. A destruição de habitat é outra grande ameaça, especialmente devido à especificidade de seu habitat. Sua distribuição abrange algumas das áreas mais urbanizadas da Austrália, onde há extensas práticas de aterramento marítimo, poluição da água e construção de barreiras de mitigação de inundações em rios. Além disso, sua reputação de danificar mariscos levou à perseguição por produtores comerciais de mariscos.
O declínio populacional e a suscetibilidade a múltiplas ameaças levaram a IUCN a classificar a arraia  como espécie quase ameaçada. Modelos demográficos indicam que ela pode se tornar espécie em perigo sem intervenção. Existem várias áreas marinhas protegidas em sua distribuição, mas atualmente carecem de proteção adequada contra a pesca. Como a arraia permanece localmente abundante na baía de Hervey e em partes da baía de Moreton, essas áreas podem se tornar centros importantes para sua preservação. O governo de Queensland incluiu a espécie no programa de priorização de espécies Back on Track, para facilitar o desenvolvimento de medidas de conservação.